# Pia Beck

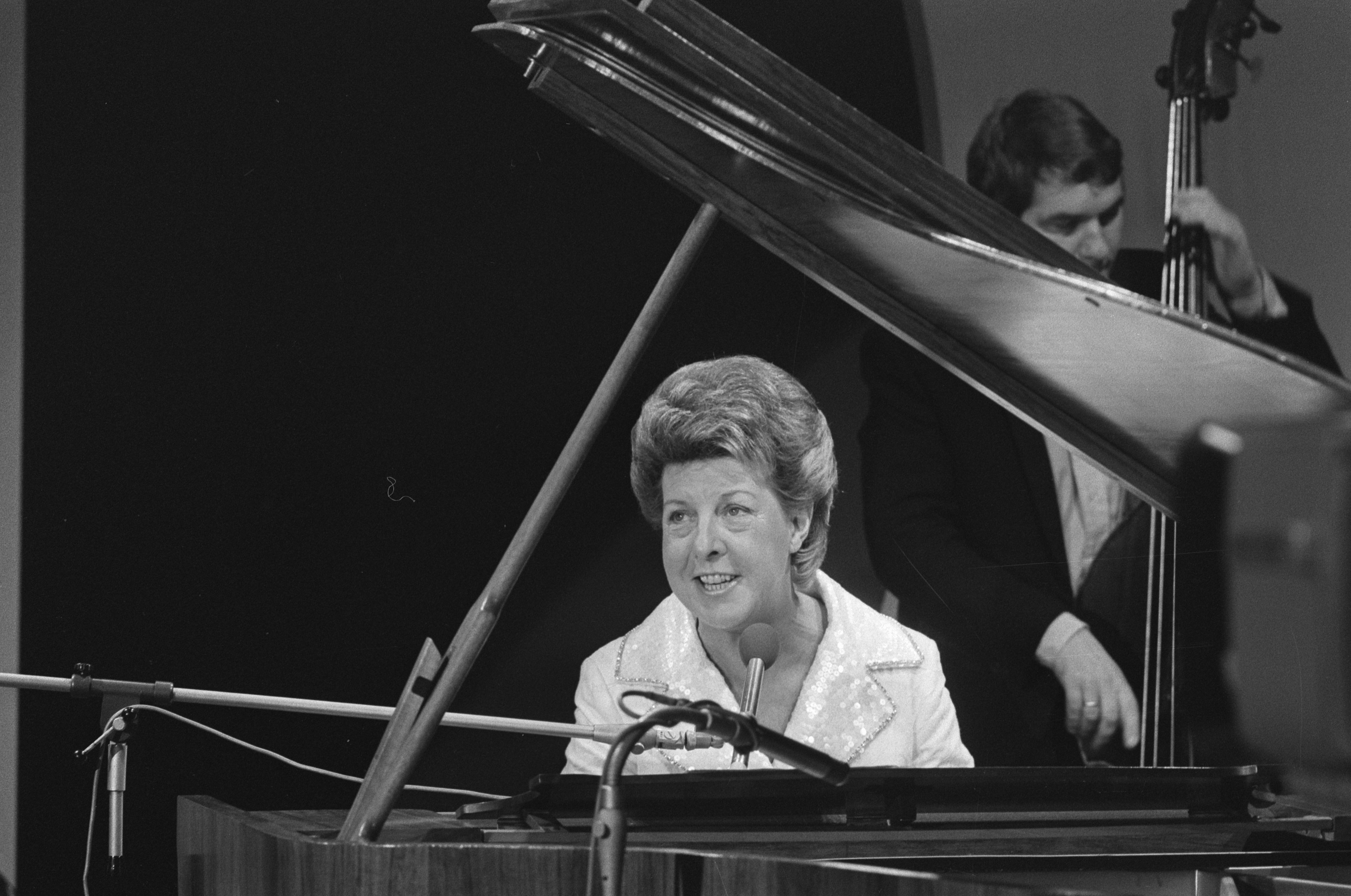
Pia Beck

Pieternella „Pia“ Beck (* 18. September 1925 in Den Haag; † 26. November 2009 in Torremolinos, Spanien) war eine niederländische Jazz-Pianistin und Sängerin.

## Leben
Pia Beck spielte schon mit sechs Jahren Klavier. Ihren ersten Bühnenauftritt hatte sie 1940 in Den Haag, als eines der Samoa Girls. 1945 war sie Sängerin im Swing-Musik spielenden Miller Sextet des Gitarristen Ab de Molenaar (1925–1981), mit dem sie in Belgien, Deutschland, Schweden und Indonesien (damals niederländische Kolonie) auftrat. 1949 gründete sie eine eigene Combo (zuerst mit dem Gitarristen Carel de Vogel, dem Schlagzeuger Nico Prins und dem Bassisten Fred Loggen, ab 1953 u. a. mit dem Schlagzeuger John Engels), mit der sie mit ihrer Komposition Pia’s Boogie in den Niederlanden 1950 einen Hit hatte, der hunderttausendfach verkauft wurde und ihr Markenzeichen blieb. Neben Tourneen in Europa von Spanien bis Schweden spielte sie ab 1951 regelmäßig im „De Vliegende Hollander“ in Scheveningen. 1952 besuchte sie das erste Mal die USA, wo sie bis 1964 jährlich zum Beispiel im Birdland und im Down Beat Club sowie im Radio auftrat und Ehrenbürgerin von New Orleans und Atlanta wurde. Ein Artikel ihm Time Magazine brachte ihr den Spitznamen The Flying Dutchess.
1965 zog sie mit ihrer Lebensgefährtin Marga Blanka Samsonowski und ihren drei Kindern an die Costa del Sol, wo sie erst eine Pianobar (De Holandesa Volante, Die fliegende Holländerin) betrieb und dann als Immobilienmaklerin arbeitete. Sie hatte auch ein eigenes Radioprogramm und schrieb Reiseführer für Niederländer. 1975 hatte sie ein Comeback mit einem Auftritt im Circustheater in Scheveningen (Konzerttitel Beck in the fifties), eine Live-Aufnahme Pia Beck in Concert erschien bei Philips. Sie spielte auf dem Kreuzfahrtschiff MS Europa und Piano in dem Restaurant Hof van Holland in Nordwijk. 1979 erschienen bei Philips ihre LPs Beck in Town und Call me Beck, denen jährlich weitere Alben folgten, in deren Titel sie jeweils mit ihrem Namen spielt. Sie erhielt in dieser Zeit auch ihre erste und einzige Goldene Schallplatte, obwohl sie in den 50er Jahren hunderttausende Singles mit Pias Boogie verkaufte. In den 1980ern gab sie jährlich zwei große Konzerte in Rotterdam und Scheveningen, tourte zum Beispiel mit der Dutch Swing College Band und trat auf Festivals wie dem North Sea Jazz Festival auf. Im Oktober 2000 gab sie ein großes Jubiläumskonzert zu ihrem 75. Geburtstag und ihrem 60-jährigen Bühnenjubiläum in der Koninglikjke Schouwburg in Den Haag. Im September 2003 nahm sie endgültig Abschied von der Bühne mit einem Auftritt im Restaurant Castellum Novum in Hilversum.
Mit ihrer Lebensgefährtin Marga Blanka Samsonowski lebte sie zuletzt in Churriana bei Torremolinos. Diese starb im Juni 2009. Sie war früh eine bekennende Lesbierin und nahm beispielsweise 1977 an der niederländischen Protestbewegung gegen die in den Vereinigten Staaten als Sängerin und durch Orangensaft-Werbung für Florida bekannte Anita Bryant teil (Konzert Miami Nightmare im Oktober 1977 im Concertgebouw in Amsterdam), die in den USA eine Kampagne gegen die Rechte von Homosexuellen führte.
Beck schrieb zwei Biographien. 1982 De Pia Beck Story und 2000 The Touch of my life (mit CD, geschrieben mit dem Journalisten Henk Krol), wo sie aus ihrer spanischen Zeit ab 1965 aus der Sicht ihres Grotrian-Steinweg Flügels (den sie Elise Grotrian nennt) schildert.
2003 erschien ihre CD The Touch of My Life und 2006 Pia Beck - 50 Years.